# Michael Schreitel
Michael Schreitel (* 9. April 1974 in Marbach am Neckar) ist ein deutscher Kameramann.

## Leben
Nach seiner Ausbildung zum Elektriker machte Michael Schreitel 1996 sein Abitur nach. Im Anschluss daran arbeitete er als Kameraassistent für eine Kölner Produktionsfirma, bevor er  von 1998 bis 2004 das Fach Kamera an der Filmakademie Baden-Württemberg studierte. Ehe er mit Man liebt sich immer zweimal seinen ersten Langspielfilm als Kameramann drehte, arbeitete er bereits mehrere Jahre an Musikvideos und Werbefilmen als Kameraassistent und Kameramann mit.
Schreitel ist Mitglied im Berufsverband Kinematografie (BVK).

## Ehrungen und Auszeichnungen
- 2008 Deutscher Kamerapreis für seine Arbeit an der Fernsehserie Unschuldig

## Filmografie (Auswahl)
- 2008: Man liebt sich immer zweimal
- 2008: Unschuldig (Fernsehserie, vier Folgen)
- 2009: Allein unter Schülern
- 2009: Liebe ist Verhandlungssache
- 2010: Polizeiruf 110: Fremde im Spiegel
- 2011: Allein unter Müttern
- 2011: Inspektor Barbarotti – Verachtung
- 2011: Laconia
- 2012: Clara und das Geheimnis der Bären
- 2013: Bella Dilemma – Drei sind einer zu viel
- 2013: Tod in den Bergen
- 2014: Ein Sommer in Island
- 2014: Alle unter eine Tanne
- 2014: Polizeiruf 110: Abwärts
- 2014: Allein unter Ärzten
- 2016: Das Programm
- 2016: Ku’damm 56
- 2017: Tatort: Borowski und das Land zwischen den Meeren
- 2017: Liebling, lass die Hühner frei
- 2018: Tatort: Wir kriegen euch alle
- 2018: Die Auferstehung
- 2018: Ku’damm 59
- 2019: Wendezeit
- 2019: Big Manni
- 2020: Freund oder Feind. Ein Krimi aus Passau
- 2020: Das Geheimnis des Totenwaldes
- 2021: Sisi (Fernsehserie)
- 2021: Ku’damm 63
- 2022: Freundschaft auf den zweiten Blick
- 2024: Tatort: Made in China